# Территориальная прелатура Лабреа
Территориальная прелатура Лабреа (лат. Praelatura Territorialis Labreana) — территориальная прелатура Римско-католической церкви c центром в городе Лабреа, Бразилия. Территориальная прелатура Лабреа входит в митрополию Порту-Велью. Кафедральным собором территориальной прелатуры Лабреа является собор Пресвятой Девы Марии.

## История
1 мая 1925 года Римский папа Пий XI издал буллу Imperscrutabili Dei, которой учредил территориальную прелатуру Лабреа, выделив её из епархии Амазонаса (сегодня — Архиепархия Манауса). В этот же день территориальная прелатура Лабреа вошла в митрополию Белен-до-Пара.
16 февраля 1952 года территориальная прелатура Лабреа вошла в митрополию Манауса.
4 октября 1982 года территориальная прелатура Лабреа вошла в митрополию Порту-Велью.
22 февраля 2000 года начался процесс беатификации слуги Божиего первого ординария территориальной прелатуры Лабреа апостольского администратора Игнасио Мартинеса Мадрида.

## Ординарии территориальной прелатуры
- священник Ингасио Мартинес Мадрид (13.06.1930 — 16.03.1942) — апостольский администратор;
- епископ José del Perpetuo Socorro Álvarez Mácua (1944 — 30.11.1967);
- епископ Florentino Zabalza Iturri (7.06.1971 — 12.01.1994);
- епископ Jesús Moraza Ruiz de Azúa (12.01.1994 — 13.04.2016, в отставке);
- епископ Santiago Sánchez Sebastián, O.A.R. (13.04.2016 — по настоящее время).

## Источник
- Annuario Pontificio, Ватикан, 2007;
- Булла Imperscrutabili Dei, AAS 17 (1925), стр. 561  (лат.)